# The Witcher 3: Wild Hunt
The Witcher 3: Wild Hunt är ett actionrollspel som utspelar sig i en öppen spelvärld, utvecklat och utgivet av den polska datorspelsutvecklaren CD Projekt RED. Spelet offentliggjordes i februari 2013 och släpptes den 19 maj 2015 till Microsoft Windows, Playstation 4 och Xbox One. En version till Nintendo Switch släpptes 2019. Spelet är en uppföljare till The Witcher 2: Assassins of Kings från 2011 och är den tredje delen i serien av datorspel som är baserad på fantasyromanserien Sagan om häxkarlen skapad av den polske författaren Andrzej Sapkowski. Spelet äger rum i en fantasivärld baserad på slavisk mytologi.
Spelet spelas ur ett tredjepersonsperspektiv där spelaren tar kontrollen över huvudpersonen Geralt av Rivia, en häxkarl som ger sig ut på en lång resa genom det stora landet The Northern Kingdoms. Landet består av 6 regioner: Vizima, Oxenfurt, Velen, Novigrad, Kaer Mohren och Skellige Isles. Spelaren slåss mot världens många faror med hjälp av svärd och magi, samtidigt som man interagerar med icke-spelbara figurer och utför sido- och huvuduppdrag för att komma vidare i berättelsen. Spelare färdas i världen till fots och på häst.
I The Witcher 3 får spelaren ta konsekvenser av sina val - spelets slut, omgivningar, figurer och mycket mer förändras beroende på spelarens val.